# Governatorato di Tbilisi
La Gubernija di Tbilisi, in russo Тифлисская губерния? era una Gubernija dell'Impero russo, che occupava la parte occidentale dell'attuale Georgia. Istituita nel 1846, esistette fino al 1917, il capoluogo era Tbilisi.